# 市川經好
市川經好（1520年－1584年）是日本戰國時代至安土桃山時代的武將。藤原南家工藤流吉川氏的一門。父親是吉川經世。毛利氏家臣。兒子有元教、元好、隆久。

## 生平
天文18年（1549年），與父親經世一同廢黜從兄興經，並迎毛利元就的次男元春為養嗣子。因此被加增安藝國市川，姓氏亦由吉川改為市川。
弘治3年（1557年），因為行政能力被認同，於是在防長經略後，成為毛利氏支配下的周防山口的奉行，並進入高嶺城。
永祿12年（1569年），受大友宗麟支援的大內輝弘由豐後出陣，並在周防登陸，更包圍高嶺城。此時正在北九州立花山城附近與大友氏對陣，城池由妻子市川局和少數家臣、以及少量守備兵防守。不過市川局指揮城兵並把大內軍撃退，成功防衛城池（大內輝弘之亂）。因為這次功績，在天正5年（1577年）收下毛利輝元發出的感狀。
天正6年（1578年），把與大友氏內通的長男元教殺死，之後以次子元好為嫡子。在天正12年（1584年）死去。